# Ince
Az Ince a latin Innocentius névből származik, jelentése ártatlan, senkinek se ártó.  Női párja: Innocencia.

## Gyakorisága
Az 1990-es években szórványos név, a 2000-es években nem szerepel a 100 leggyakoribb férfinév között.

## Névnapok
- január 8.[2]
- március 12.[2]
- április 17.[2]
- június 19.[2]
- július 4.[2]
- július 28.[2]
- augusztus 11.[2]
- augusztus 13.[2]
- december 28.[2]

## Híres Incék
- I. Ince pápa
- II. Ince pápa
- III. Ince pápa
- IV. Ince pápa
- V. Ince pápa
- VI. Ince pápa
- VII. Ince pápa
- VIII. Ince pápa
- IX. Ince pápa
- X. Ince pápa
- XI. Ince pápa
- XII. Ince pápa
- XIII. Ince pápa